# چایناتاون (لس آنجلس)
چایناتاون، لس‌آنجلس (به انگلیسی: Chinatown, Los Angeles) یک منطقهٔ مسکونی در ایالات متحده آمریکا است.